# Pteroglossus
Pteroglossus is een geslacht van vogels uit de familie Ramphastidae (toekans).

## Soorten
Het geslacht kent de volgende soorten:
- Pteroglossus aracari – Zwartnekarassari
- Pteroglossus azara – Roodkeelarassari
- Pteroglossus bailloni – Goudtoekan
- Pteroglossus beauharnaisii – Kroeskoparassari
- Pteroglossus bitorquatus – Roodhalsarassari
- Pteroglossus castanotis – Bruinoorarassari
- Pteroglossus erythropygius – Bleeksnavelarassari
- Pteroglossus frantzii – Vuursnavelarassari
- Pteroglossus inscriptus – Letterarassari
- Pteroglossus pluricinctus – Dubbelbandarassari
- Pteroglossus sanguineus – Streepsnavelarassari
- Pteroglossus torquatus – Halsbandarassari
- Pteroglossus viridis – Groene arassari